# Beringen (Szwajcaria)
Beringen – miejscowość i gmina w północnej Szwajcarii, w kantonie Szafuza. 1 stycznia 2013 do gminy przyłączono gminę Guntmadingen.

## Demografia
W Beringen mieszkają 5153 osoby. W 2021 roku 24,4% populacji gminy stanowiły osoby urodzone poza Szwajcarią. 

## Transport
Przez teren gminy przebiegają drogi główne nr 13 i nr 14.